# ABEL

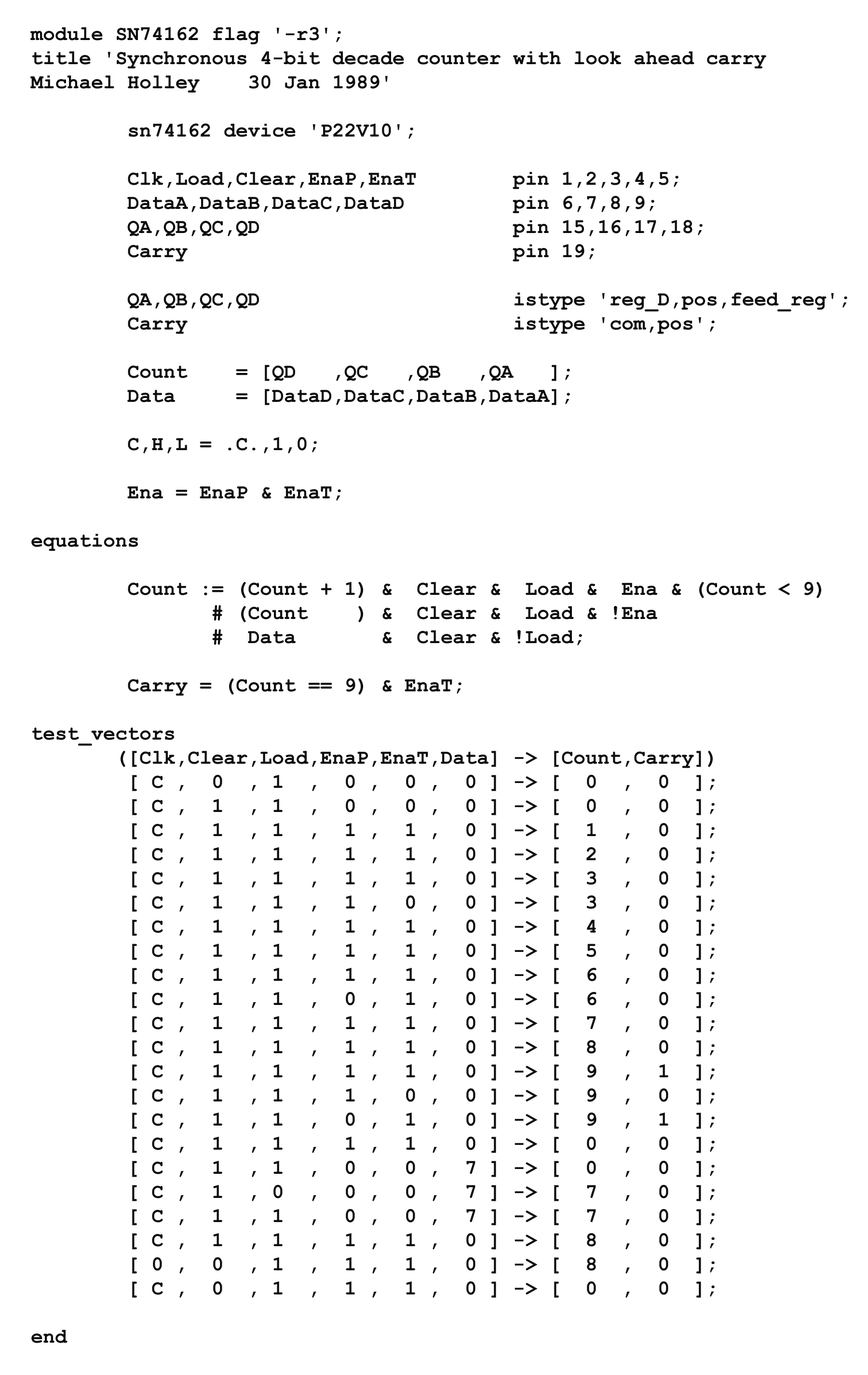
Una descripció ABEL HDL d'un comptador de 4 bits.

ABEL és l'acrònim de l'expressió anglesa Advanced Boolean Expression Language. L'ABEL és un Llenguatge de descripció de maquinari i un conjunt d'eines per dissenyar PLDs. L'ABEL va ser creat el 1983 per Data I/O Corporation, a Redmond (Washington). L'ABEL inclou tant equacions concurrents i taules de la veritat, així com una màquina d'estats. El primer equip que va desenvolupar l'ABEL (dirigit pel Dr. Kyu Y. Lee) incloïa a Mary Bailey, Bjorn Benson, Walter Bright, Michael Holley, Charles Olivier i David Pellerin.

ABEL inclou tant formats d'equacions concurrents com de taula de veritat, així com un format de descripció de màquina d'estat seqüencial. També s'inclou un preprocessador amb sintaxi basat en el Macro-11 de DEC.
A més d'utilitzar-se per a descripcions de lògica, ABEL també es pot utilitzar per descriure vectors de prova (patrons d'entrada i sortides esperades) que es poden descarregar a un programador de dispositius de maquinari juntament amb les dades de programació PLD compilades i mapades.
Altres llenguatges de disseny de PLD que s'originen en la mateixa època són CUPL i PALASM. Des de l'arribada de grans matrius de portes programables de camp (FPGA), els idiomes PLD s'han quedat fora de favor com a llenguatge de descripció de maquinari (HDL) com ara el VHDL i el Verilog han guanyat popularitat. No obstant això, després de dues dècades, ABEL continua sent utilitzat per milers de programadors de PLD a tot el món.
A través d'una sèrie d'adquisicions l'ABEL és propietat de Xilinx.